# Rennes Volley 35
Rennes Volley 35 – francuski klub siatkarski z Rennes (Ille-et-Vilaine) założony w 1946 roku. Od sezonu 2001/2002 występuje w najwyższej klasie rozgrywek klubowych we Francji.
W latach 1946–2007 klub nosił nazwę Rennes Étudiants Club.

## Sukcesy
Puchar Francji:
- 2012

## Kadra

### Sezon 2019/2020
| Nr | Imię i nazwisko            | Data ur. | Wzrost | Pozycja      |
| -- | -------------------------- | -------- | ------ | ------------ |
| 1  | Philippe Tuitoga           | 1990     | 202    | środkowy     |
| 5  | Leandro dos Santos         | 1993     | 200    | środkowy     |
| 7  | Gustavo Delgado            | 1986     | 193    | przyjmujący  |
| 8  | Gary Chauvin               | 1987     | 186    | rozgrywający |
| 9  | Thiago Veloso              | 1993     | 185    | rozgrywający |
| 10 | Nikola Mijailović          | 1989     | 191    | przyjmujący  |
| 11 | Gildas Prévert             | 1996     | 204    | środkowy     |
| 12 | Pierre Toledo              | 2000     | 195    | atakujący    |
| 13 | Kamil Baránek              | 1983     | 198    | przyjmujący  |
| 18 | Facundo Santucci           | 1987     | 186    | libero       |
| 20 | Rafael Rodrigues de Araújo | 1991     | 207    | atakujący    |

### Sezon 2018/2019
| Nr | Imię i nazwisko          | Data ur. | Wzrost | Pozycja      |
| -- | ------------------------ | -------- | ------ | ------------ |
| 2  | Bram Van den Dries       | 1989     | 206    | atakujący    |
| 3  | Titouan Hallé            | 1998     | 196    | przyjmujący  |
| 4  | Nathan Biteau            | 1993     | 188    | rozgrywający |
| 5  | Miguel Tavares Rodrigues | 1993     | 191    | rozgrywający |
| 6  | Julien Bernard           | 1997     | 193    | przyjmujący  |
| 7  | Gustavo Delgado          | 1986     | 193    | przyjmujący  |
| 8  | Baptiste Iotefa          | 1997     | 190    | przyjmujący  |
| 9  | Valentin Bouleau         | 1995     | 190    | rozgrywający |
| 10 | Alexandre Klein          | 1998     | 185    | libero       |
| 11 | Gildas Prévert           | 1996     | 204    | środkowy     |
| 12 | Pierre Toledo            | 2000     | 195    | atakujący    |
| 13 | Kamil Baránek            | 1983     | 198    | przyjmujący  |
| 14 | Krasimir Georgiew        | 1995     | 203    | środkowy     |
| 15 | Bryan Duquette           | 1991     | 193    | libero       |
| 16 | Thomas Bunel             | 1997     | 195    | środkowy     |
| 18 | Paul de Gars             | 2000     | 187    | libero       |

### Sezon2017/2018
| Nr | Imię i nazwisko         | Data ur. | Wzrost | Pozycja            |
| -- | ----------------------- | -------- | ------ | ------------------ |
| 1  | Kert Toobal             | 1979     | 189    | rozgrywający       |
| 2  | Titouan Hallé           | 1998     | 196    | przyjmujący        |
| 3  | Gérald Hardy-Dessources | 1983     | 197    | środkowy           |
| 5  | Malick Frédéric         | 1995     | 190    | przyjmujący        |
| 6  | Xavier Kapfer           | 1981     | 191    | przyjmujący        |
| 7  | Amir Lugo-Rodriguez     | 1993     | 204    | środkowy           |
| 8  | Tanguy Nevot            | 1997     | 190    | przyjmujący        |
| 9  | Kévin Le Roux           | 1989     | 209    | środkowy/atakujący |
| 11 | Gildas Prévert          | 1996     | 204    | środkowy           |
| 12 | Rodney Ken-Ah-Kong      | 1987     | 204    | środkowy           |
| 13 | Kamil Baránek           | 1983     | 198    | przyjmujący        |
| 15 | Léo Meyer               | 1997     | 197    | rozgrywający       |
| 16 | Arvydas Mišeikis        | 1987     | 200    | atakujący          |
| 17 | Olivier Ragondet        | 1991     | 189    | przyjmujący        |
| 19 | Sebastián Closter       | 1989     | 180    | libero             |

### Sezon 2016/2017
| Nr | Imię i nazwisko         | Data ur. | Wzrost | Pozycja      |
| -- | ----------------------- | -------- | ------ | ------------ |
| 1  | Kert Toobal             | 1979     | 189    | rozgrywający |
| 2  | Björn Höhne             | 1991     | 193    | przyjmujący  |
| 3  | Gérald Hardy-Dessources | 1983     | 197    | środkowy     |
| 4  | Valentin Bouleau        | 1995     | 190    | rozgrywający |
| 6  | Xavier Kapfer           | 1981     | 191    | przyjmujący  |
| 7  | Malick Frédéric         | 1995     | 190    | przyjmujący  |
| 8  | Tanguy Nevot            | 1997     | 190    | przyjmujący  |
| 9  | Olivier Ragondet        | 1991     | 189    | przyjmujący  |
| 10 | Neven Majstorović       | 1989     | 192    | libero       |
| 12 | Rodney Ken-Ah-Kong      | 1987     | 204    | środkowy     |
| 13 | Nikola Kovačević        | 1983     | 193    | przyjmujący  |
| 14 | Konstantin Shumov       | 1985     | 205    | środkowy     |
| 15 | Dimitri Huchot          | 1996     | 183    | libero       |
| 16 | Arvydas Mišeikis        | 1987     | 200    | atakujący    |
| 17 | Antonin Roulleau        | 1996     | 194    | środkowy     |
| 18 | Léo Rivaud              | 1994     | 200    | atakujący    |

### Sezon 2015/2016
| Nr | Imię i nazwisko         | Data ur. | Wzrost | Pozycja      |
| -- | ----------------------- | -------- | ------ | ------------ |
| 1  | Kert Toobal             | 1979     | 189    | rozgrywający |
| 2  | Gregory Berríos         | 1979     | 182    | libero       |
| 3  | Gérald Hardy-Dessources | 1983     | 197    | środkowy     |
| 4  | Valentin Bouleau        | 1995     | 190    | rozgrywający |
| 5  | Arvydas Mišeikis        | 1987     | 200    | atakujący    |
| 6  | Martti Juhkami          | 1988     | 195    | przyjmujący  |
| 7  | Malick Frédéric         | 1995     | 190    | przyjmujący  |
| 8  | Tanguy Nevot            | 1997     | 190    | przyjmujący  |
| 9  | Olivier Ragondet        | 1991     | 189    | przyjmujący  |
| 10 | Marc Zopie              | 1987     | 198    | środkowy     |
| 11 | Lazar Koprivica         | 1991     | 198    | przyjmujący  |
| 12 | Rodney Ken-Ah-Kong      | 1987     | 204    | środkowy     |
| 15 | Dimitri Huchot          | 1996     | 183    | libero       |
| 17 | Antonin Roulleau        | 1996     | 194    | środkowy     |
| 18 | Léo Rivaud              | 1994     | 200    | atakujący    |

### Sezon 2014/2015
| Nr | Imię i nazwisko         | Data ur. | Wzrost | Pozycja      |
| -- | ----------------------- | -------- | ------ | ------------ |
| 1  | Jure Kvesić             | 1978     | 191    | rozgrywający |
| 2  | José Rivera             | 1977     | 193    | przyjmujący  |
| 3  | Gérald Hardy-Dessources | 1983     | 197    | środkowy     |
| 6  | Angel Perez             | 1982     | 187    | rozgrywający |
| 7  | Marko Sedlaček          | 1996     | 202    | przyjmujący  |
| 8  | Marko Samardžić         | 1983     | 190    | libero       |
| 9  | Olivier Ragondet        | 1991     | 189    | przyjmujący  |
| 11 | Brook Billings          | 1980     | 196    | atakujący    |
| 12 | Rodney Ken-Ah-Kong      | 1987     | 204    | środkowy     |
| 14 | Jean-Charles Monneraye  | 1980     | 210    | środkowy     |
| 16 | Karel Linz              | 1986     | 200    | przyjmujący  |
|    | Dan Lewis               | 1976     | 189    | libero       |

### Sezon 2013/2014
| Nr | Imię i nazwisko       | Data ur. | Wzrost | Pozycja      |
| -- | --------------------- | -------- | ------ | ------------ |
| 1  | Raimo Pajusalu        | 1981     | 200    | środkowy     |
| 2  | Yannick Bazin         | 1983     | 192    | rozgrywający |
| 3  | Tapuragni Sommers     | 1994     | 197    | środkowy     |
| 4  | Jordi Gens            | 1978     | 190    | rozgrywający |
| 5  | Sébastien Frangolacci | 1976     | 192    | przyjmujący  |
| 7  | Arvydas Mišeikis      | 1987     | 200    | atakujący    |
| 8  | David Guelle          | 1991     | 193    | rozgrywający |
| 10 | Viktors Koržeņevičs   | 1986     | 203    | środkowy     |
| 11 | Metodi Ananiew        | 1986     | 202    | przyjmujący  |
| 12 | Rodney Ken-Ah-Kong    | 1987     | 204    | środkowy     |
| 13 | Robert Tarr           | 1984     | 198    | przyjmujący  |
| 14 | Vojin Ćaćić           | 1990     | 203    | przyjmujący  |
| 15 | Paul Hinckel          | 1994     | 180    | rozgrywający |
| 16 | Alexis González       | 1981     | 184    | libero       |
| 17 | Francesco De Marchi   | 1986     | 193    | przyjmujący  |
| 18 | Léo Rivaud            | 1994     | 200    | atakujący    |
| 20 | Marko Samardžić       | 1983     | 190    | libero       |

### Sezon 2012/2013
| Nr | Imię i nazwisko       | Data ur. | Wzrost | Pozycja      |
| -- | --------------------- | -------- | ------ | ------------ |
| 1  | Raimo Pajusalu        | 1981     | 200    | środkowy     |
| 5  | Sébastien Frangolacci | 1976     | 192    | przyjmujący  |
| 6  | Keith Pupart          | 1985     | 195    | przyjmujący  |
| 7  | Thomas Lamoise        | 1982     | 200    | atakujący    |
| 8  | Raphaël Corre         | 1989     | 196    | rozgrywający |
| 9  | Olivier Ragondet      | 1991     | 189    | przyjmujący  |
| 10 | Jenia Grebennikov     | 1990     | 188    | libero       |
| 11 | Oliver Venno          | 1990     | 210    | atakujący    |
| 12 | Rodney Ken-Ah-Kong    | 1987     | 204    | środkowy     |
| 14 | Adrian Radu Gontariu  | 1984     | 205    | atakujący    |
| 15 | Martin Repák          | 1981     | 190    | rozgrywający |
| 17 | Alexandre Weyl        | 1984     | 198    | środkowy     |

### Sezon 2011/2012
| Nr | Imię i nazwisko       | Data ur. | Wzrost | Pozycja      |
| -- | --------------------- | -------- | ------ | ------------ |
| 1  | Raimo Pajusalu        | 1981     | 200    | środkowy     |
| 2  | Jaromír Koláčný       | 1980     | 200    | atakujący    |
| 5  | Sébastien Frangolacci | 1976     | 192    | przyjmujący  |
| 6  | Keith Pupart          | 1985     | 195    | przyjmujący  |
| 7  | Thomas Lamoise        | 1982     | 200    | atakujący    |
| 8  | Raphaël Corre         | 1989     | 196    | rozgrywający |
| 9  | Olivier Ragondet      | 1991     | 189    | przyjmujący  |
| 10 | Jenia Grebennikov     | 1990     | 188    | libero       |
| 12 | Romain Vadeleux       | 1983     | 198    | środkowy     |
| 15 | Martin Repák          | 1981     | 190    | rozgrywający |
| 17 | Alexandre Weyl        | 1984     | 198    | środkowy     |

Bibliografia
- Oficjalna strona klubu. [dostęp 2010-08-26]. (fr.).
- Les clubs - Rennes Volley 35. lnv.fr. [dostęp 2010-08-26]. (fr.).